# Col des Supeyres
De Col des Supeyres is een bergpas in de gemeente Valcivières (Auvergne-Rhône-Alpes) in de Monts du Forez (deel van het Franse Centraal Massief). De pashoogte ligt op de Montagne des Allebasses in de Monts du Forez. De pasweg, de D106, kruist de Monts du Forez van west naar oost en vormt met een pashoogte van 1365 meter de tweede hoogste geasfalteerde bergpas van de Monts du Forez, na de Col du Béal, die ten noorden van de Col des Supeyres ligt. De col ligt te midden van de Hautes Chaummes, een hoog, open plateau dat zich boven de boomlijn bevindt. Vanaf de col heeft men een uitgestrekt panorama naar het oosten en het westen. In het westen ziet men de cirque de Valcivières en verder de chaîne des Puys.

## Toerisme
Een honderdtal meter ten noordwesten van de col bevindt zich een herberg (gite d'étape) met de naam "chalet des Gentianes". De wandelroute GR3 passeert op enkele kilometers afstand ten noorden en ten oosten van de col. In de zomer kan men in de omgeving wandelen, paardrijden en mountainbiken. De col is ook geliefd als beklimming bij wielertoeristen. In de winter kan men langlaufen, met sneeuwschoenen wandelen en snowkiten. Van het einde van de jaren 60 tot het begin van de jaren 90 was er een klein (alpine) skistation bij Supeyres.